# Système national de romanisation du géorgien
Cette page contient des caractères spéciaux ou non latins. S’ils s’affichent mal (▯, ?, etc.), consultez la page d’aide Unicode.
Ce système, adopté en février 2002 par les services nationaux géorgiens de géodésie et de cartographie, et par l'Académie des sciences de Géorgie, établit un système de translittération en caractères latins des caractères de l'alphabet géorgien moderne.
| Géorgien | Phonétique | Latin |
| ა        | /ɑ/        | a     |
| ბ        | /b/        | b     |
| გ        | /ɡ/        | g     |
| დ        | /d/        | d     |
| ე        | /ɛ/        | e     |
| ვ        | /v/        | v     |
| ზ        | /z/        | z     |
| თ        | /tʰ/       | t     |
| ი        | /i/        | i     |
| კ        | /kʼ/       | k'    |
| ლ        | /l/        | l     |
| მ        | /m/        | m     |
| ნ        | /n/        | n     |
| ო        | /ɔ/        | o     |
| პ        | /pʼ/       | p'    |
| ჟ        | /ʒ/        | zh    |
| რ        | /r/        | r     |
| ს        | /s/        | s     |
| ტ        | /tʼ/       | t'    |
| უ        | /u/        | u     |
| ფ        | /pʰ/       | p     |
| ქ        | /kʰ/       | k     |
| ღ        | /ɣ/        | gh    |
| ყ        | /qʼ/       | q'    |
| შ        | /ʃ/        | sh    |
| ჩ        | /tʃ(ʰ)/    | ch    |
| ც        | /ts(ʰ)/    | ts    |
| ძ        | /dz/       | dz    |
| წ        | /tsʼ/      | ts'   |
| ჭ        | /tʃʼ/      | ch'   |
| ხ        | /x/        | kh    |
| ჯ        | /dʒ/       | j     |
| ჰ        | /h/        | h     |

### Autres systèmes
- Romanisation de l’alphabet géorgien
- ISO 9984